# Тринкомалі (округ)
Тринкомалі (синг. තිරිකුණාමළය දිස්ත්රික්කය, там. திருகோணமலை மாவட்டம) — один з 25 округів Шрі-Ланки. Входить до складу Східній провінції країни. Адміністративний центр — місто Тринкомалі.
Площа округу становить 2727 км² . В адміністративному плані поділяється на 11 підрозділів.
Населення за даними перепису 2012 року становить 378 182 людини. 40,42% населення складають ларакалла; 30,55% — ланкійські таміли; 26,97% — сингальці; 1,73% — індійські таміли і 0,33% — інші етнічні групи . 42,11% населення сповідують іслам; 26,12% — буддизм; 25,95% — індуїзм і 5,79% — християнство .

## Історія
Поселення Таміл порту Трінкомалі було одним із найдавніших поселень регіону. В VI ст. н. е. були розвинені постійні прибережні човнові маршрути на південь від півострова Джафна до шиваїтських релігійних центрів у Тринкомалі й далі на південь до Баттікалоа. В ті часи було створено декілька невеликих тамільських торгових поселень на північному узбережжі. З самого початку Трінкомалі знаходився у складі королівства Анурадхапура, в VI-VII ст. під контролем держави Паллавів, яка була завойована в 897 році індійською імперією Чола. З XIII ст. у складі південноіндійської держави Пандья, далі королівства Джафна. З кінця XVI ст. посилилося португальське втручання, але не зважаючи на те, Трінкомалі залишався й далі центром індуської культури. У 1603 році до портів Тринкомалі та Баттікалоа прибув перший голландський флот. Після падіння королівства Джафни, прибережні райони острова були завойовані голландцями. Наприкінці XVII ст. північно-східний берег острова мав назву держава Койлот Ванні та держава Малабара. На початку XVIII ст. місто стало частиною держави Койлот Ванні. В 1796 році Трінкомалі став частиною Британської Імперії, з 1802 колоніальним містом.
До Другої світової війни британці побудували аеродром для розміщення своєї бази RAF (аеропорт Чайна-бей), а також побудували паливні сховища для дозаправки британських кораблів. Після падіння Сінгапуру, Трінкомалі став головним портом Східного британського флоту а також базою для голландських підводних човнів. У квітні 1942 року на порт здійснив атаку імператорський японський флот під час рейду по Індійському океані. У 1944-1945 рр. порт Трінкомалі слугував важливим початковим пунктом для британських військово-морських операцій.
У середині 1980-х, під час громадянської війни, Індія занепокоїлася тим, що ВМС США можуть отримати контроль над портом Трінкомалі. Індія з насторогою поставилася до візитів ВМФ США до порту та пропозицій шріланкійському уряду щодо укладення контракту на відновлення британських резервуарів для зберігання пального та модернізації портових споруд. Сьогодні SLA на сході міста має свою штаб-квартиру.
Після землетрусу та цунамі 2004 року в Індійському океані місцеві органи Трінкомалі координували  рух біженців на східному узбережжі Шрі-Ланки.